# Stazione di Campo di Carne
La stazione di Campo di Carne è una stazione ferroviaria impresenziata posta sulla linea Campoleone-Nettuno, a servizio dell'omonima frazione, e rappresenta la terza stazione ferroviaria a servizio del comune di Aprilia.

## Storia
La fermata di Campo di Carne venne attivata fra il 1932 e il 1940 e successivamente venne trasformata in stazione. Nel corso degli anni sessanta alla stazione vennero raccordate la vetreria AVIR e l'industria di traversine ferroviarie Vianini e venne creato uno scalo merci con quattro tronchini. Verso la vetreria della AVIR per molti anni sono giunti convogli merci carichi di sabbia e ripartivano convogli con il prodotto finito (vetro); attraverso il raccordo con la Vianini, che correva, per un paio di chilometri, affiancato alla linea verso Aprilia prima di raggiungere l'industria, sono transitati numerosissimi convogli carichi di traversine ferroviarie in cemento che hanno raggiunto ogni parte d'Italia. 
Il traffico merci è andato avanti fino al primo decennio del XXI secolo, quando il raccordo con la AVIR è stato dismesso, mentre è ancora esistente, ma ormai inutilizzato da molti anni il raccordo con la Vianini. 
Con la cessazione del traffico merci, anche la stazione ha subito un ridimensionamento con l'eliminazione di tutti i binari ad eccezione dei due binari passanti destinati al servizio viaggiatori.

## Movimento
La stazione è servita dalla relazione FL8 (Roma Termini-Nettuno), con partenze cadenzate a frequenza oraria.

## Servizi
- Parcheggio auto all'esterno della stazione, sia dal lato del fabbricato viaggiatori, sia dal lato opposto

## Interscambi
- autobus locali e regionali dalla stazione